# 姚明辉

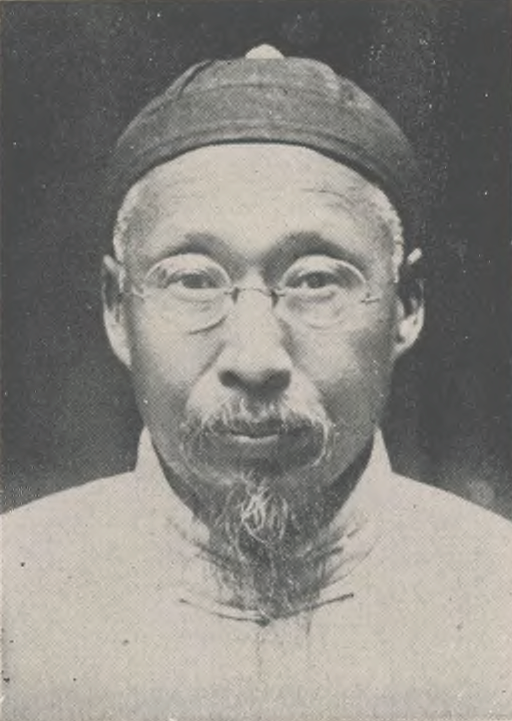
姚明煇

姚明輝（1881年—1961年），字孟項，江苏省嘉定县（今属上海市）人。
專治輿地學，李瑞清特請江蘇提學使樊恭煦引薦，任兩江師範學堂輿地及國學教習。由於教學得法，最為學生所稱道，歷任江蘇省立第五師範學校校長。著有《漢書藝文志註解》。